# Fundação da Casa Popular

Armando Godoy Filho, superintendente da Fundação da Casa Popular, em 1947.

A Fundação da Casa Popular foi o primeiro órgão federal brasileiro na área de moradia com a finalidade de centralizar a política de habitação, criado em 1º de maio de 1946, durante o governo do presidente Eurico Gaspar Dutra, embora as primeiras gestões para sua criação tenham acontecido no governo de Getúlio Vargas.
Esta fundação é tida como precursora do Banco Nacional da Habitação (BNH), criado em 1964. 